# Winiary Dolne
Pour les articles homonymes, voir Winiary.
Winiary Dolne est une localité polonaise de la gmina de Nowy Korczyn, située dans le powiat de Busko en voïvodie de Sainte-Croix.